# 中村俊介 (クリエイター)
中村 俊介(なかむら しゅんすけ、1975年 - )は、日本のクリエイター、起業家。株式会社しくみデザイン代表取締役CEO。
肩書として、新しい「シクミ」を作り出す「ヒト」とを表す自身の造語「シクミスト」を用いることもある。
博士（芸術工学）。

## 経歴・人物
名古屋大学工学部建築学科を卒業後、一年の浪人を経て九州芸術工科大学大学院（現・九州大学芸術工学研究院）に進学。記号論、インタラクション、ユニバーサルデザインを研究しながら、在学中よりメディアアートの制作に取り組む。大学院修了後、2004年に九州工業大学ヒューマンライフIT開発センター（HITセンター）の講師として招聘。教育活動に携わりながら、翌2005年に有限会社しくみデザインを設立、取締役CTOとなる。2009年に株式会社へ移行し、代表取締役に就任。
ユーザーエクスペリエンスを重視したインタラクションコンテンツの開発に先駆的に取り組み、参加型のデジタルサイネージやSMAPなど大規模なコンサートにおけるリアルタイム映像演出などを手がける。またカメラを用いて音楽を演奏できるアプリケーション『KAGURA』を開発。同アプリケーションで2013年にIntel Perceptual Computing Challengeでグランプリ、2016年にSónar+D Startup Competitionでグランプリを受賞。
またiOS端末向けにビジュアルプログラミング教育アプリ『Springin'』や、絵に音をつけることができる知育アプリ『paintone』を開発。プログラミングなどの情報教育にクリエイティブの領域を広げる活動を行っている。『Springin'』は第13回 日本e-Learning大賞 EdTech部門賞を受賞した。2017年7月14日には子どもたちがクリエイティブになれる方法と環境を研究・実践する「クリエイティブ教育ラボ」を社内組織として設立、所長に就任する。

## 主なテレビ出演
- ワールドビジネスサテライト （2007.12.6）
- 森田一義アワー 笑っていいとも!増刊号（2008.2.3）
- めちゃ×2イケてるッ!（2012.9.1）
- NEWS ZERO（2015.1.14）
- SENSORS（2015.1.31）
- 革新のイズム ～イノベーターの暴論～（2016.6.17）
- Fresh Faces ～アタラシイヒト～（2016.6.18）
- 理系いたずらグランプリ!!（2017.5.14）
- ももち浜ストア 夕方版（2017.11.7）